# Sophie-Charlotte-Platz (metrostation)
Sophie-Charlotte-Platz is een station van de metro van Berlijn, gelegen onder het gelijknamige plein en de Kaiserdamm in het Berlijnse stadsdeel Charlottenburg. Het metrostation werd geopend op 29 maart 1908 als onderdeel van de verlenging van het stamtracé naar Westend. Tegenwoordig wordt station Sophie-Charlotte-Platz bediend door metrolijn U2.

## Geschiedenis
Aan het begin van de 20e eeuw ontstond ten westen van de toen nog zelfstandige stad Charlottenburg het nieuwbouwgebied Westend. Om het nieuwe stadsdeel een impuls te geven stelde de grondeigenaren voor een metrolijn naar Westend te bouwen. Deze lijn zou in het station Bismarckstraße (nu Deutsche Oper) moeten aftakken van de nog in aanbouw zijnde verlenging Knie - Wilhelmplatz. Bismarckstraße werd hiertoe als splitsingsstation met vier sporen uitgevoerd. Nadat op 14 mei 1906 de lijn naar Wilhelmplatz in gebruik kwam, spraken de Hochbahngesellschaft, het Charlottenburgse stadsbestuur en de overige grondeigenaren op 23 juni 1906 in een contract af het te verwachten verlies op de Westendlijn te delen. Het westen van Charlottenburg was immers nog grotendeels onbebouwd, waardoor rentabiliteit de eerste jaren niet te verwachten was. Na een bouwtijd van twee jaar reed op 29 maart 1908 de eerste trein in reguliere dienst van station Bismarckstraße naar Sophie-Charlotte-Platz, Kaiserdamm en Reichskanzlerplatz (nu Theodor-Heuss-Platz).

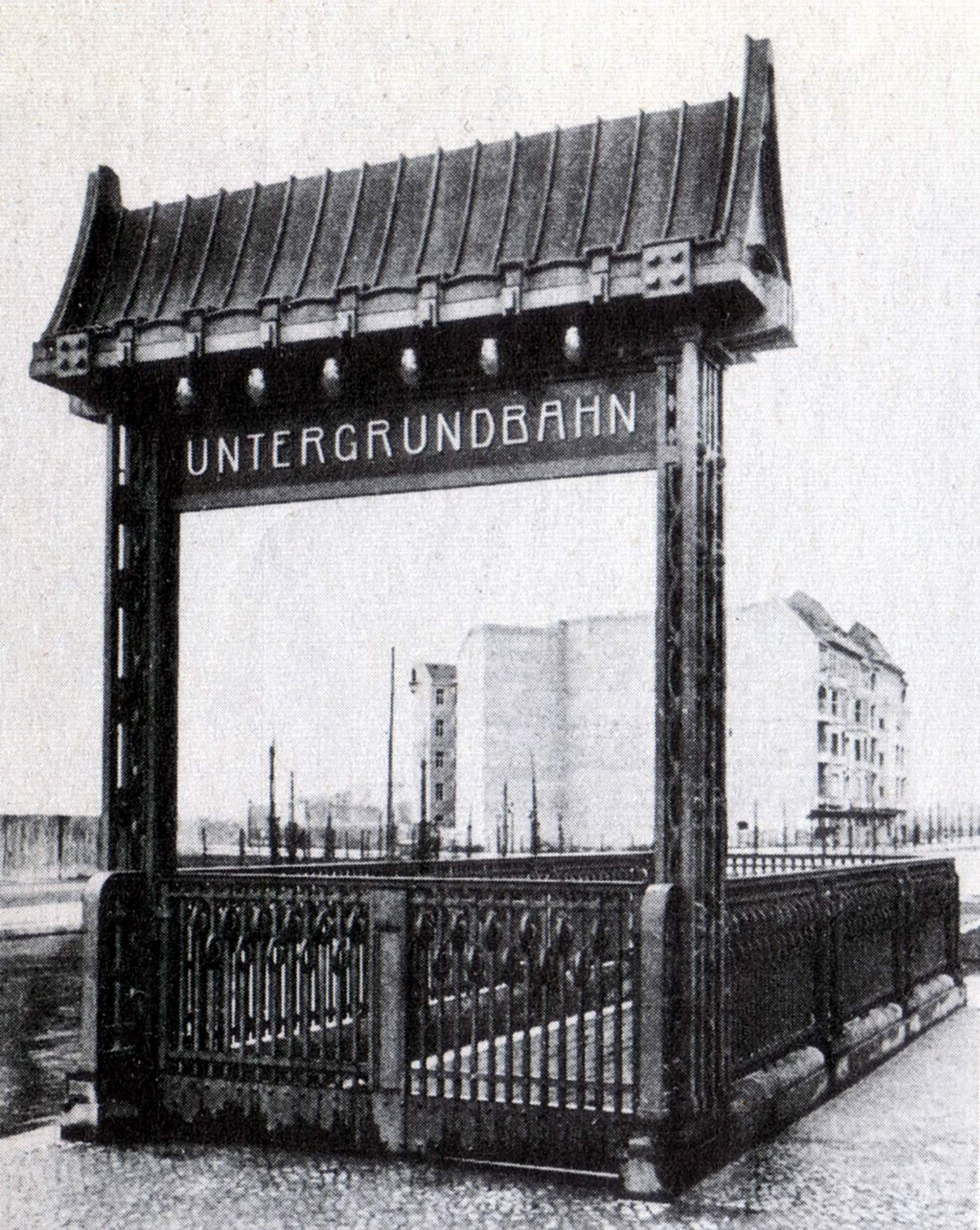
Oorspronkelijk toegangsportaal (1908)

Het ontwerp van station Sophie-Charlotte-Platz en de andere metrostations aan de lijn nam de huisarchitect van de Hochbahngesellschaft, Alfred Grenander, voor zijn rekening. Zoals toen nog gebruikelijk werd het station met twee zijperrons uitgerust. Beide perrons kregen een uitgang naar de middenberm van de Kaiserdamm en werden door een voetgangerstunnel onder de sporen met elkaar verbonden. Boven de perrons werden lichtkoepels geplaatst, zodat er daglicht kon binnendringen en er overdag geen kunstverlichting nodig was. De wanden kregen een bekleding van witte tegels. In het kader van Albert Speers Germania-plannen werd de Kaiserdamm als belangrijke oost-westas ingericht. Hiertoe moesten de uitgangen naar de rand van de straat verplaatst worden en werden ook de lichtkoepels gesloten.
Tijdens de Tweede Wereldoorlog werd station Sophie-Charlotte-Platz op 15 februari getroffen door een vliegtuigbom, die een deel van het dak van het metrostation verwoestte. De Westendlijn leed over het algemeen echter relatief weinig schade, waardoor het traject op 17 mei 1945 als een van de eerste Berlijnse metrolijnen weer in dienst kwam.

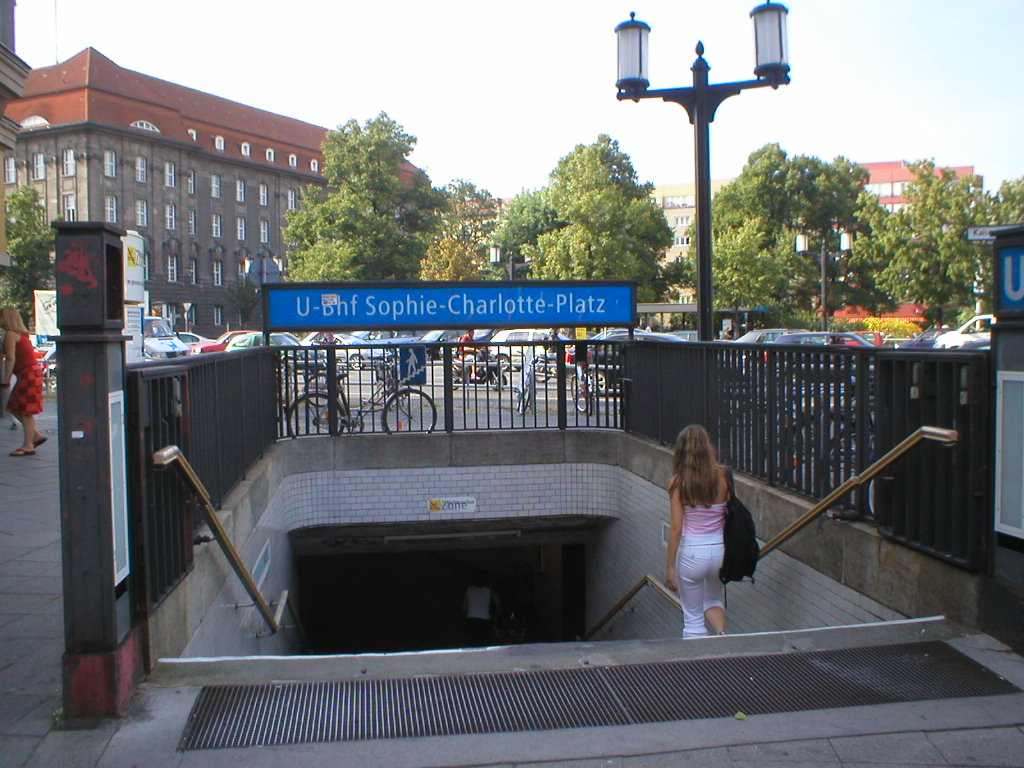
Toegang aan de Kaiserdamm in 2004; de omgeving is sinds de opening van het station een stuk dichter bebouwd geworden.

In 1986 onderging Sophie-Charlotte-Platz ter gelegenheid van het 750-jarige jubileum van de Duitse hoofdstad een grootschalige restauratie. De witte wandtegels werden hierbij door een lichtgrijze betegeling vervangen. De borden waar voorheen reclameposters hingen worden sindsdien gesierd door afbeeldingen uit de historie van de Berlijnse metro, zoals dat ook in station Klosterstraße (eveneens U2) het geval is. Het interieur van het station, een beschermd monument, weerspiegelt nog altijd grotendeels het oorspronkelijk ontwerp. Zo zijn op de perrons nog altijd houten banken te vinden.
Na een brand in station Deutsche Oper in 2000 werd besloten alle metrostations in Berlijn van een tweede uitgang te voorzien, als die er nog niet was. Tussen 2005 en 2006 werd daarom gebouwd aan twee westelijke uitgangen voor station Sophie-Charlotte-Platz. Van een lift zal het metrostation volgens de prioriteitenlijst voorlopig nog niet voorzien worden.